# Honorine Lecours
Honorine Lecours, dite Sœur Marie-Auxiliatrice, née le 2 avril 1860 à Lévis et morte le 6 janvier 1935 à Québec, est une religieuse québécoise.

## Biographie
Elle est la fille de Charles Lecours et Ursule Bégin.
Elle entre en religion le 24 janvier 1877 et fait profession religieuse le 5 décembre 1878. Elle devient la supérieure des Sœurs de la charité de Québec[Quand ?].
Au lendemain de la Commission royale de la tuberculose, la lutte à cette maladie s'organise à Québec. Le médecin Arthur Rousseau fait appel aux Sœurs. 
En 1915, en pleine crise de la tuberculose, elle est nommée directrice du nouvel Hôpital civique de Québec.
Elle décède à la Maison Généralice en 1935.